# Gravenreuthia
Gravenreuthia is een geslacht van rechtvleugeligen uit de familie sabelsprinkhanen (Tettigoniidae). De wetenschappelijke naam van dit geslacht is voor het eerst geldig gepubliceerd in 1892 door Karsch.

## Soorten
Het geslacht Gravenreuthia  is monotypisch en omvat slechts de volgende soort:
- Gravenreuthia saturata (Karsch, 1892)